# Liga ACB 1991-92
La temporada 1991-92 de la Liga ACB fue la novena temporada celebrada de la Liga ACB. En ella participaron 24 equipos.
Para presentación del campeonato se realizó un partido de exhibición que contó con las estrellas de la liga junto a Charles Barkley y Scottie Pippen.
El sistema de campeonato fue el mismo del año anterior, con dos grupos de 12 equipos, par e impar, jugando a  doble vuelta entre los miembros del mismo grupo, y también contra los 6 del otro grupo que tuvieran la misma disposición clasificatoria en la temporada anterior, dando lugar a 34 jornadas. Los 16 primeros clasificados jugarían los playoffs por el título, y el resto por la permanencia.

## Equipos participantes
| Club                         | Entrenador | Ciudad                     | Estadio                            | Capacidad | 1990-91 |
| ---------------------------- | ---------- | -------------------------- | ---------------------------------- | --------- | ------- |
| FC Barcelona                 | -          | Barcelona                  | Palau Blaugrana                    | 5.500     | 2.º     |
| Real Madrid                  | -          | Madrid                     | Palacio de Deportes de Madrid      | 12.000    | 5.º     |
| CAI Zaragoza                 | -          | Zaragoza                   | Pabellón Municipal de Deportes     | 4.500     | 6.º     |
| Ram Joventut                 | -          | Badalona                   | Pabellón del Joventut              | 5.700     | 1.º     |
| Estudiantes Caja Postal      | -          | Madrid                     | Palacio de Deportes de Madrid      | 12.000    | 3.º     |
| Club Baloncesto Gran Canaria | -          | Las Palmas de Gran Canaria | Centro Insular de Deportes         | 5.200     | 1.ªB    |
| Granollers                   | -          | Granollers                 | Municipal de Granollers            | 4.500     | 19.º    |
| Taugrés Baskonia             | -          | Vitoria                    | Mendizorroza                       | 4.000     | 4.º     |
| Fórum Filatélico             | -          | Valladolid                 | Polideportivo Pisuerga             | 7.000     | 7.º     |
| Magia Huesca                 | -          | Huesca                     | Municipal de Huesca                | 2.500     | 15.º    |
| Puleva Granada               | -          | Granada                    | Pabellón José Antonio Murado       | 4.500     | 22.º    |
| Club Bàsquet Llíria          | -          | Liria                      | Pavelló Pla de l'Arc               | 3.500     | 1.ªB    |
| CB Collado Villalba          | -          | Collado Villalba           | Municipal de Collado Villalba      | 3.000     | 8.º     |
| Caja de Ronda                | -          | Málaga                     | Polideportivo Ciudad Jardín        | 5.000     | 11.º    |
| TDK Manresa                  | -          | Manresa                    | El Congost                         | 2.500     | 18.º    |
| Valvi Girona                 | -          | Gerona                     | Pabellón Municipal Gerona-Fontajau | 5.500     | 9.º     |
| Caja San Fernando            | -          | Sevilla                    | Palacio de los Deportes de Sevilla | 7.626     | 13.º    |
| Coren Ourense                | -          | Orense                     | Palacio de los Deportes Paco Paz   | 5.500     | 12.º    |
| Juver Murcia                 | -          | Murcia                     | Pabellón Príncipe de Asturias      | 3.000     | 17.º    |
| Clesa Ferrol                 | -          | Ferrol                     | Pabellón A Malata                  | 4.500     | 21.º    |
| DYC Breogán                  | -          | Lugo                       | Pazo dos Deportes                  | 6.500     | 16.º    |
| Elosúa León                  | -          | León                       | Palacio de los Deportes de León    | 5.100     | 20.º    |
| Pamesa Valencia              | -          | Valencia                   | Pabellón Fuente de San Luis        | 9.000     | 10.º    |
| Mayoral Maristas             | -          | Málaga                     | Polideportivo Ciudad Jardín        | 5.000     | 14.º    |

## Temporada regular
| Pos. | Equipo                      | PJ | G  | P  | PF   | PC   | DP   | Pts | Clasificación o descenso                  |
| ---- | --------------------------- | -- | -- | -- | ---- | ---- | ---- | --- | ----------------------------------------- |
| 1    | Montigalà Joventut          | 34 | 26 | 8  | 2885 | 2522 | +363 | 60  | Clasificado para el Playoff por el título |
| 2    | CAI Zaragoza                | 34 | 25 | 9  | 2760 | 2462 | +298 | 59  | Clasificado para el Playoff por el título |
| 3    | Elosúa León                 | 34 | 25 | 9  | 2760 | 2558 | +202 | 59  | Clasificado para el Playoff por el título |
| 4    | Real Madrid Asegurator      | 34 | 24 | 10 | 2902 | 2656 | +246 | 58  | Clasificado para el Playoff por el título |
| 5    | Estudiantes Caja Postal     | 34 | 24 | 10 | 2828 | 2660 | +168 | 58  | Clasificado para el Playoff por el título |
| 6    | FC Barcelona                | 34 | 24 | 10 | 2745 | 2517 | +228 | 58  | Clasificado para el Playoff por el título |
| 7    | Taugrés                     | 34 | 24 | 10 | 2759 | 2565 | +194 | 58  | Clasificado para el Playoff por el título |
| 8    | Fórum Filatélico Valladolid | 34 | 21 | 13 | 2755 | 2588 | +167 | 55  | Clasificado para el Playoff por el título |
| 9    | Pamesa Valencia             | 34 | 18 | 16 | 2640 | 2595 | +45  | 52  | Clasificado para el Playoff por el título |
| 10   | Huesca La Magia             | 34 | 18 | 16 | 2709 | 2756 | −47  | 52  | Clasificado para el Playoff por el título |
| 11   | OAR Ferrol                  | 34 | 17 | 17 | 2600 | 2616 | −16  | 51  | Clasificado para el Playoff por el título |
| 12   | Júver Murcia                | 34 | 16 | 18 | 2680 | 2715 | −35  | 50  | Clasificado para el Playoff por el título |
| 13   | Valvi Girona                | 34 | 16 | 18 | 2668 | 2671 | −3   | 50  | Clasificado para el Playoff por el título |
| 14   | Granollers                  | 34 | 16 | 18 | 2769 | 2749 | +20  | 50  | Clasificado para el Playoff por el título |
| 15   | TDK Manresa                 | 34 | 15 | 19 | 2546 | 2540 | +6   | 49  | Clasificado para el Playoff por el título |
| 16   | Caja San Fernando           | 34 | 14 | 20 | 2588 | 2704 | −116 | 48  | Clasificado para el Playoff por el título |
| 17   | Unicaja Ronda               | 34 | 13 | 21 | 2455 | 2527 | −72  | 47  | Promoción de descenso                     |
| 18   | DYC Breogán                 | 34 | 12 | 22 | 2563 | 2655 | −92  | 46  | Promoción de descenso                     |
| 19   | Mayoral Maristas            | 34 | 12 | 22 | 2698 | 2847 | −149 | 46  | Promoción de descenso                     |
| 20   | Ferrys Llíria               | 34 | 11 | 23 | 2440 | 2676 | −236 | 45  | Promoción de descenso                     |
| 21   | Gran Canaria                | 34 | 10 | 24 | 2413 | 2656 | −243 | 44  | Promoción de descenso                     |
| 22   | Coren Orense                | 34 | 10 | 24 | 2433 | 2775 | −342 | 44  | Promoción de descenso                     |
| 23   | Granada                     | 34 | 9  | 25 | 2581 | 2805 | −224 | 43  | Promoción de descenso                     |
| 24   | Collado Villalba            | 34 | 8  | 26 | 2578 | 2940 | −362 | 42  | Promoción de descenso                     |

 Fuente: Linguasport

## Playoffs

### Playoffs por la permanencia
|  | 1.ª ronda | 1.ª ronda        | 1.ª ronda | 1.ª ronda    | 1.ª ronda | 1.ª ronda | 1.ª ronda |    |    | 2.ª ronda        | 2.ª ronda | 2.ª ronda | 2.ª ronda | 2.ª ronda | 2.ª ronda | 2.ª ronda |  |
|  |           |                  |           |              |           |           |           |    |    |                  |           |           |           |           |           |           |  |
|  |           |                  |           |              |           |           |           |    |    |                  |           |           |           |           |           |           |  |
|  | 17        | Unicaja Ronda    | 70        | 97           | 68        | 72        | 65        |    |    |                  |           |           |           |           |           |           |  |
|  | 17        | Unicaja Ronda    | 70        | 97           | 68        | 72        | 65        |    |    |                  |           |           |           |           |           |           |  |
|  | 24        | Collado Villalba | 72        | 74           | 73        | 58        | 63        |    |    |                  |           |           |           |           |           |           |  |
|  | 24        | Collado Villalba | 72        | 74           | 73        | 58        | 63        |    | 24 | Collado Villalba | 83        | 88        | 95        | 75        | 79        |           |  |
|  |           |                  |           |              |           |           |           |    | 24 | Collado Villalba | 83        | 88        | 95        | 75        | 79        |           |  |
|  |           |                  | 21        | Gran Canaria | 85        | 85        | 83        | 91 | 68 |                  |           |           |           |           |           |           |  |
|  | 20        | Ferrys Llíria    | 21        | Gran Canaria | 85        | 85        | 83        | 91 | 68 | 107              | 91        | 73        | 73        | 86        |           |           |  |
|  | 20        | Ferrys Llíria    |           |              |           |           |           |    |    | 107              | 91        | 73        | 73        | 86        |           |           |  |
|  | 21        | Gran Canaria     | 97        | 90           | 76        | 70        | 60        |    |    |                  |           |           |           |           |           |           |  |
|  | 21        | Gran Canaria     | 97        | 90           | 76        | 70        | 60        |    |    |                  |           |           |           |           |           |           |  |
|  |           |                  |           |              |           |           |           |    |    |                  |           |           |           |           |           |           |  |

|  | 1.ª ronda | 1.ª ronda        | 1.ª ronda | 1.ª ronda    | 1.ª ronda | 1.ª ronda | 1.ª ronda |         |    | 2.ª ronda | 2.ª ronda | 2.ª ronda | 2.ª ronda | 2.ª ronda | 2.ª ronda | 2.ª ronda |  |
|  |           |                  |           |              |           |           |           |         |    |           |           |           |           |           |           |           |  |
|  |           |                  |           |              |           |           |           |         |    |           |           |           |           |           |           |           |  |
|  | 18        | DYC Breogán      | 81        | 67           | 64        |           |           |         |    |           |           |           |           |           |           |           |  |
|  | 18        | DYC Breogán      | 81        | 67           | 64        |           |           |         |    |           |           |           |           |           |           |           |  |
|  | 23        | Granada          | 78        | 59           | 55        |           |           |         |    |           |           |           |           |           |           |           |  |
|  | 23        | Granada          | 78        | 59           | 55        |           | 23        | Granada | 52 | 69        | 79        |           |           |           |           |           |  |
|  |           |                  |           |              |           |           |           | Granada | 52 | 69        | 79        |           |           |           |           |           |  |
|  |           |                  | 22        | Coren Orense | 74        | 79        | 80        |         |    |           |           |           |           |           |           |           |  |
|  | 19        | Mayoral Maristas | 22        | Coren Orense | 74        | 79        | 80        | 96      | 76 | 101       |           |           |           |           |           |           |  |
|  | 19        | Mayoral Maristas |           |              |           |           |           | 96      | 76 | 101       |           |           |           |           |           |           |  |
|  | 22        | Coren Orense     | 88        | 70           | 79        |           |           |         |    |           |           |           |           |           |           |           |  |
|  | 22        | Coren Orense     | 88        | 70           | 79        |           |           |         |    |           |           |           |           |           |           |           |  |
|  |           |                  |           |              |           |           |           |         |    |           |           |           |           |           |           |           |  |

Descendieron Gran Canaria y Granada.

### Playoff por el título
|  | Octavos de final | Octavos de final  | Octavos de final |                     |   | Cuartos de final | Cuartos de final | Cuartos de final |  |   | Semifinales    | Semifinales | Semifinales |  |   | Final          | Final | Final |  |
|  |                  |                   |                  |                     |   |                  |                  |                  |  |   |                |             |             |  |   |                |       |       |  |
|  |                  |                   |                  |                     |   |                  |                  |                  |  |   |                |             |             |  |   |                |       |       |  |
|  | 1                | Mont. Joventut    | 2                |                     |   |                  |                  |                  |  |   |                |             |             |  |   |                |       |       |  |
|  | 1                | Mont. Joventut    | 2                |                     |   |                  |                  |                  |  |   |                |             |             |  |   |                |       |       |  |
|  | 16               | Caja San Fernando | 0                |                     |   |                  |                  |                  |  |   |                |             |             |  |   |                |       |       |  |
|  | 16               | Caja San Fernando | 0                |                     | 1 | Mont. Joventut   | 2                |                  |  |   |                |             |             |  |   |                |       |       |  |
|  |                  |                   |                  |                     | 1 | Mont. Joventut   | 2                |                  |  |   |                |             |             |  |   |                |       |       |  |
|  |                  |                   | 8                | Fórum Valladolid    | 0 |                  |                  |                  |  |   |                |             |             |  |   |                |       |       |  |
|  | 8                | Fórum Valladolid  | 8                | Fórum Valladolid    | 0 | 2                |                  |                  |  |   |                |             |             |  |   |                |       |       |  |
|  | 8                | Fórum Valladolid  |                  |                     |   |                  |                  |                  |  |   |                |             |             |  |   |                |       |       |  |
|  | 9                | Pamesa Valencia   | 0                |                     |   |                  |                  |                  |  |   |                |             |             |  |   |                |       |       |  |
|  | 9                | Pamesa Valencia   | 0                |                     |   |                  |                  |                  |  | 1 | Mont. Joventut | 3           |             |  |   |                |       |       |  |
|  |                  |                   |                  |                     |   |                  |                  |                  |  | 1 | Mont. Joventut | 3           |             |  |   |                |       |       |  |
|  |                  |                   | 5                | Estudiantes Caja P. | 2 |                  |                  |                  |  |   |                |             |             |  |   |                |       |       |  |
|  | 5                | Estudiantes CP    | 5                | Estudiantes Caja P. | 2 | 2                |                  |                  |  |   |                |             |             |  |   |                |       |       |  |
|  | 5                | Estudiantes CP    |                  |                     |   |                  |                  |                  |  |   |                |             |             |  |   |                |       |       |  |
|  | 12               | Valvi Girona      | 0                |                     |   |                  |                  |                  |  |   |                |             |             |  |   |                |       |       |  |
|  | 12               | Valvi Girona      | 0                |                     | 5 | Estudiantes CP   | 2                |                  |  |   |                |             |             |  |   |                |       |       |  |
|  |                  |                   |                  |                     | 5 | Estudiantes CP   | 2                |                  |  |   |                |             |             |  |   |                |       |       |  |
|  |                  |                   | 3                | Elosúa León         | 0 |                  |                  |                  |  |   |                |             |             |  |   |                |       |       |  |
|  | 4                | Elosúa León       | 3                | Elosúa León         | 0 | 2                |                  |                  |  |   |                |             |             |  |   |                |       |       |  |
|  | 4                | Elosúa León       |                  |                     |   |                  |                  |                  |  |   |                |             |             |  |   |                |       |       |  |
|  | 13               | Júver Murcia      | 0                |                     |   |                  |                  |                  |  |   |                |             |             |  |   |                |       |       |  |
|  | 13               | Júver Murcia      | 0                |                     |   |                  |                  |                  |  |   |                |             |             |  | 1 | Mont. Joventut | 3     |       |  |
|  |                  |                   |                  |                     |   |                  |                  |                  |  |   |                |             |             |  | 1 | Mont. Joventut | 3     |       |  |
|  |                  |                   | 4                | Real Madrid         | 2 |                  |                  |                  |  |   |                |             |             |  |   |                |       |       |  |
|  | 2                | CAI Zaragoza      | 4                | Real Madrid         | 2 | 2                |                  |                  |  |   |                |             |             |  |   |                |       |       |  |
|  | 2                | CAI Zaragoza      |                  |                     |   |                  |                  |                  |  |   |                |             |             |  |   |                |       |       |  |
|  | 15               | TDK Manresa       | 0                |                     |   |                  |                  |                  |  |   |                |             |             |  |   |                |       |       |  |
|  | 15               | TDK Manresa       | 0                |                     | 2 | CAI Zaragoza     | 1                |                  |  |   |                |             |             |  |   |                |       |       |  |
|  |                  |                   |                  |                     | 2 | CAI Zaragoza     | 1                |                  |  |   |                |             |             |  |   |                |       |       |  |
|  |                  |                   | 7                | Taugrés             | 2 |                  |                  |                  |  |   |                |             |             |  |   |                |       |       |  |
|  | 7                | Taugrés           | 7                | Taugrés             | 2 | 2                |                  |                  |  |   |                |             |             |  |   |                |       |       |  |
|  | 7                | Taugrés           |                  |                     |   |                  |                  |                  |  |   |                |             |             |  |   |                |       |       |  |
|  | 10               | Huesca La Magia   | 1                |                     |   |                  |                  |                  |  |   |                |             |             |  |   |                |       |       |  |
|  | 10               | Huesca La Magia   | 1                |                     |   |                  |                  |                  |  | 7 | Taugrés        | 2           |             |  |   |                |       |       |  |
|  |                  |                   |                  |                     |   |                  |                  |                  |  | 7 | Taugrés        | 2           |             |  |   |                |       |       |  |
|  |                  |                   | 4                | Real Madrid         | 3 |                  |                  |                  |  |   |                |             |             |  |   |                |       |       |  |
|  | 3                | Real Madrid       | 4                | Real Madrid         | 3 | 2                |                  |                  |  |   |                |             |             |  |   |                |       |       |  |
|  | 3                | Real Madrid       |                  |                     |   |                  |                  |                  |  |   |                |             |             |  |   |                |       |       |  |
|  | 14               | Granollers        | 0                |                     |   |                  |                  |                  |  |   |                |             |             |  |   |                |       |       |  |
|  | 14               | Granollers        | 0                |                     | 4 | Real Madrid      | 2                |                  |  |   |                |             |             |  |   |                |       |       |  |
|  |                  |                   |                  |                     | 4 | Real Madrid      | 2                |                  |  |   |                |             |             |  |   |                |       |       |  |
|  |                  |                   | 6                | FC Barcelona        | 0 |                  |                  |                  |  |   |                |             |             |  |   |                |       |       |  |
|  | 6                | FC Barcelona      | 6                | FC Barcelona        | 0 | 2                |                  |                  |  |   |                |             |             |  |   |                |       |       |  |
|  | 6                | FC Barcelona      |                  |                     |   |                  |                  |                  |  |   |                |             |             |  |   |                |       |       |  |
|  | 11               | OAR Ferrol        | 0                |                     |   |                  |                  |                  |  |   |                |             |             |  |   |                |       |       |  |
|  | 11               | OAR Ferrol        | 0                |                     |   |                  |                  |                  |  |   |                |             |             |  |   |                |       |       |  |
|  |                  |                   |                  |                     |   |                  |                  |                  |  |   |                |             |             |  |   |                |       |       |  |

| Liga ACB 1991-92 ACB                 |
| ------------------------------------ |
| Montigalà Joventut 4º título 2.º ACB |